# آلونسانفان
آلونسانفان (ایتالیایی: Allonsanfàn) یک فیلم درام ایتالیایی به کارگردانی برادران تاویانی است که در سال ۱۹۷۴ منتشر شد. از بازیگران آن می‌توان به مارچلو ماسترویانی، لئا ماساری، میمسی فارمر، لوئیزا دِ سانتیس و لائورا بتی اشاره کرد.
عنوان فیلم که نام یک شخصیت نیز هست، از اولین کلمات سرود انقلابی فرانسه، لا مارسیِز (فرانسوی: Allons enfants، به معنی «برخیزید، فرزندان») گرفته شده است.